# 章于天
章于天（？—1648年），字雲漢，遼東都指揮使司（今遼寧省遼陽縣）人，清朝官员。
崇德六年（1641年），鄉試中舉，任禮部啟心郎。順治元年，任山東布政使司參政、分巡袞東道。順治二年，改分巡袞西道。順治三年，任江西巡撫、都察院右僉都御史。